# Therese aus dem Winckel

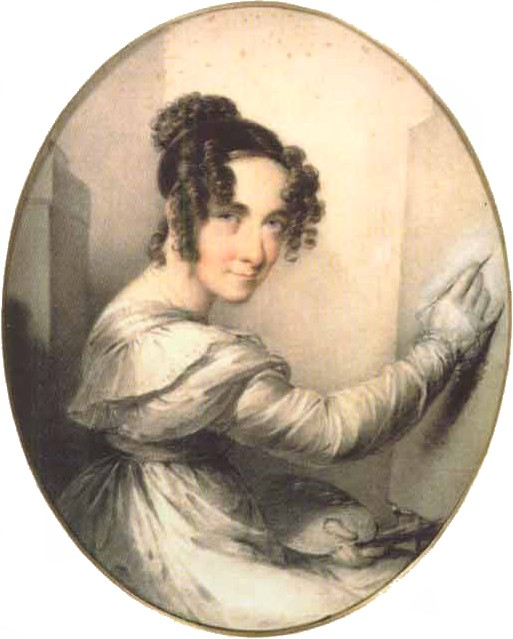
Therese aus dem Winckel: Selbstporträt

Therese Emilie Henriette aus dem Winckel (* 20. Dezember 1779 in Weißenfels; † 7. März 1867 in Dresden) war eine deutsche Malerin, Harfenspielerin und Schriftstellerin. Sie veröffentlichte auch unter den Pseudonymen Comala und Theorosa.

## Leben
Sie entstammte der deutschen Uradelsfamilie Aus dem Winckel und war die einzige Tochter des sächsischen Offiziers Julius aus dem Winckel († 1806) und der Christiane Amalie aus dem Winckel, geb. Dietz († 1827). Sie wuchs bei ihrer vom Ehemann getrennt lebenden Mutter im Italienischen Dörfchen in Dresden auf und begann, sich schon früh für Musik und Malerei zu interessieren. Sie lernte, Pedalharfe zu spielen und begann, italienische Gemälde der Dresdner Gemäldegalerie in Öl zu kopieren. Dem Frauenbild der Zeit wollte sie entsprechen und „behauptete stets, es sey am zweckmäßigsten für Frauen, nicht nach Originalität zu streben, sondern … sich den hohen alten Meistern anzuschmiegen und durch treue Wiederholungen ihrer Werke lieber fernen Ländern eine Idee von den herrlichen Meisterwerken zu geben, … als durch eigene Erfindungen nach eitlem Ruhme zu streben.“
Zusammen mit ihrer Mutter reiste sie 1806 nach Paris, wo sie bei Jacques-Louis David in der Malerei und bei François-Joseph Naderman (1781–1835) und Marie-Martin Marcel, Vicomte de Marin (1769–1830) im Harfenspiel unterrichtet wurde. Julius aus dem Winckel fiel 1806 in der Schlacht bei Jena; das Sinken der Staatspapiere führte schließlich zum Verlust des Familienvermögens. Infolgedessen musste Therese aus dem Winckel ihre Rückreise von Paris nach Dresden durch Konzerte finanzieren und spielte auf einer von Sébastien Érard entwickelten Doppelpedalharfe Werke von Dalvimare, Nadermann, Marin, Haydn und Naumann. Sie trat unter anderem in Straßburg, Stuttgart und Mannheim auf; in Heidelberg gehörte Achim von Arnim zu ihren Zuhörern, der von ihrem Spiel, ihren Malkünsten und ihrer Bildung beeindruckt war, in Weimar spielte sie auf Einladung Johann Wolfgang von Goethes.
Wegen der Krankheit ihrer Mutter hielt sich Therese aus dem Winckel ab 1808 vorwiegend in Dresden auf. Einmal im Jahr war sie als Aushilfsharfenistin im Orchester der Dresdner Oper angestellt, verdiente sich ihren Lebensunterhalt jedoch sonst durch das Kopieren bekannter Gemälde aus der Gemäldegalerie in Dresden. Sie gab außerdem Sprachunterricht und war Harfenlehrerin der sächsischen Prinzessinnen. Ihr kleines Haus im Italienischen Dörfchen wurde zu einem Treffpunkt zahlreicher Künstler der Stadt, so stand sie mit dem Maler Gerhard von Kügelgen in Kontakt. Dessen Sohn, der Maler Wilhelm von Kügelgen bezeichnete sie in seinen 'Jugenderinnerungen eines alten Mannes' als die talentvolle Malerin. Bis ins hohe Alter veranstaltete sie regelmäßig ästhetische Kränzchen.
Bereits während ihres Aufenthalts in Paris waren Briefe von Therese aus dem Winckel an Freunde in Zeitschriften gedruckt worden, sie selbst hatte zu der Zeit Musikkritiken für deutsche Zeitschriften verfasst. Nach ihrer Rückkehr aus Frankreich verfasste sie anonym oder pseudonym verschiedene Aufsätze über die Kunst und die Musik, unter anderem in Zeitungen und Zeitschriften. In den Hesperiden schrieb sie unter dem Pseudonym Theodosa, während ihr Aufsatz Die Genien der Instrumente in Johann Friedrich Kinds Zeitschrift Die Harfe 1815 unter dem Pseudonym Comala erschien.
Für die Brockwitzer Kirche fertigte Therese aus dem Winckel 1822 das noch heute erhaltene Altarbild, eine Kopie von Giovanni Bellinis um 1500 entstandenem Werk des segnenden Christus, an. Andere Werke gingen nach ihrem Tod in den Besitz der Weimarer Kunstschule über.
In ihren späten Lebensjahren verlor sie durch den Bankrott ihres Bankiers ihr Vermögen. Sie lehnte eine finanzielle Unterstützung der Tiedge-Stiftung ab. Der Kunstsammler Johann Gottlob von Quandt erstand zu dieser Zeit eines ihrer Gemälde, was ihr aus der finanziellen Notlage half. Im Alter von 87 Jahren verstarb Therese aus dem Winckel in Dresden.